# 海老谷浩
海老谷 浩（えびたに ひろし、1985年7月26日 - ）は、日本のコメディアン。米村でんじろうサイエンスプロダクション所属。

## 略歴
山口県出身。 2008年、東京学芸大学教育学部自然環境科学科を卒業。2008年から米村でんじろうの弟子として活動。「米村でんじろう先生のサイエンスショー」の中では海賊の子分えびっぷを演じる。活動内容は、サイエンスショーやテレビ、書籍の企画、出演、制作など。
幼児、小学生向けのサイエンスショーを得意とし、全国各地でサイエンスショーを行う。
2014年4月8日から2015年3月24日までテレビ東京系列の朝の子供番組『おはスタ』に同じくでんじろうの弟子だった市岡元気と共に「サイエンズ」として火曜レギュラー出演。毎週「やれば分かる!」をキーワードに科学実験スーパースペシャルサイエンスショーを展開していた。

## 特技・趣味・嗜好
- 特技は長距離走。